# Les Glaces merveilleuses
Pour plus de détails, voir Fiche technique et Distribution.
Les Glaces merveilleuses est un film muet français réalisé par Segundo de Chomón et sorti en 1907. Julienne Mathieu en est l'interprète principale.

## Synopsis
Une magicienne présente deux jeunes gens, une ballerine et un arlequin, sortis d'une armoire à doubles. Elle les dissout un à un dans le miroir en fond de scène, puis tente de les faire revenir à la réalité. Peine perdue, des doubles se superposent. Elle les renvoie avant d'en remarquer un à son image. Elle fait alors sortir de l'armoire la jeune femme, et l'y remplace.
Seule, la ballerine fait aussitôt apparaitre six danseuses qui improvisent quelques pas de ballet. Elle les renvoie, avant de disparaitre elle-même à l'invitation de l'arlequin réapparu.
Resté seul, celui-ci se transforme en un soldat de la Chine médiévale, puis libère quatre de ses congénères, qui esquissent quelques pas de danse avant de disparaitre. Le dernier redevient arlequin qui se fond dans le miroir.
La magicienne revient, au milieu des six danseuses qui, dans un mouvement, se transforment en mousquetaires, qui se dissolvent à leur tour. Les deux jeunes tourtereaux réapparaissent au pied de la magicienne, célébrés par un nouveau quadrille exécuté par les six danseuses. L'arlequin croit bon de les interrompre et, dans un saut magique, les efface pour les remplacer par des bonzes à moustache qui gambadent avant de disparaitre à leur tour.
La magicienne s'en va avec l'arlequin. La ballerine s'endort. Elle rejoint en rêve la magicienne et fait apparaitre dans un miroir géant tous les tableaux précédents. Elle serre la magicienne dans ses bras la magicienne, tandis que l'arlequin esquisse quelques derniers pas de danse.

## Fiche technique
- Titre : Les Glaces merveilleuses
- Titre anglais: The Magic Mirror ou Wonderful Mirrors
- Titre allemand: Zauberspiegel
- Réalisateur : Segundo de Chomón
- Société de production : Pathé Frères
- Pays d'origine :  France
- Date de sortie : France : 1907
- Genre : Film à trucs
- Couleur, par coloriage en post-production[1]
- Durée : 7 minutes

## Distribution
- Julienne Mathieu : la magicienne
- Un arlequin
- Une ballerine
- Six danseuses
- Cinq danseurs

## À noter
- L'actrice Julienne Mathieu est mise en scène comme la maitresse de cérémonie, contrairement aux artistes de son temps, Méliès et Blackton par exemple[2].